# La Vallée-Mulâtre
La Vallée-Mulâtre è un comune francese di 141 abitanti situato nel dipartimento dell'Aisne della regione dell'Alta Francia.

## Società

### Evoluzione demografica
Abitanti censiti